# Fairview (opera teatrale)
Fairview è un'opera teatrale della drammaturga statunitense Jackie Sibblies Drury, portata al debutto a New York nel 2018. L'anno successivo la pièce ha vinto il Premio Pulitzer per la drammaturgia.

## Trama
I Frasier sono una famiglia afroamericana benestante, composta dalla madre Beverly, il padre Dayton, la figlia Keisha e la zia Jasmine. Mentre la matriarca della famiglia Frasier riposa di sopra, i quattro sfaccendano per casa per prepararle una perfetta cena di compleanno, un compito che mette sotto forte stress Bev: la donna è infatti terroriazzata dalla prospettiva che ogni cosa non sia al posto giusto e teme anche che il fratello faccia tardi al lavoro. Il marito Dayton fa del suo meglio per tranquillizzarla, mentre la zia Jasime critica ironicamente tutto il loro operato. I coniugi Fraiser sono anche interrotti di continuo dalla figlia Keisha, che di ritorno dagli allenamenti di basket supplica i genitori di lasciarle prendere un anno sabbatico prima di cominciare il college.
La seconda scena ripropone esattamente gli stessi movimenti, ma i personaggi restano muti, rivivendo la scena senza proferire parole. Al posto dei dialoghi della prima scena, si sentono le voci di persone bianche che discutono sul razzismo, prima il modo pacato e poi via via più accalorato fino a rivelare i loro stessi pregiudizi, ma anche lasciando intendere che quest voci fuori scena hanno assistito a tutto quello che succedeva in casa Frasier nella scena precedente. Quando la matriarca della famiglia finalmente scende per la sua festa, si scopre che l'anziana donna è bianca, così come gli altri zii invitati per l'occasione: sono le loro le voci fuori scena della scena precedente. I membri bianchi della famiglia Frasier discutono amabilmente dei loro sentimenti per i loro parenti di colore, ma i loro sentimenti e opinioni liberali sono in realtà profondamente radicati in una visione stereotipica degli afroamericani.

## Produzioni
Fairview ha debuttato al Soho Theatre dell'Off Off Broadway il 1 giugno 2018 ed è rimasta in cartellone fino al 18 agosto dello stesso anno. Sarah Benson curava la regia, mentre il cast comprendeva: MaYaa Boateng, Charles Browning, Hannah Cabell, Natalia Payne, Jed Resnick, Luke Robertson, Roslyn Ruff, April Matthis e Heather Alicia Simms. La pièce ottenne recensioni estremamente positive dalle maggiori testate statunitensi, tanto da essere riproposta con lo stesso cast al Theater for a New Audience’s Polonsky Shakespeare Center di Brooklyn dal 2 al 30 giugno del 2019. Nel 2019 Fairview ha vinto il Susan Smith Blackburn Prize ed il Premio Pulitzer per la drammaturgia.
Nell'autunno 2019 Fairview esordisce nel Regno Unito, in scena al Young Vic di Londra.